# Teatre Principal (Palma)
El Teatre Principal és un teatre de Palma. Va ser inaugurat l'any 1857, i està situat al centre de la ciutat, al carrer de la Riera, entre la Rambla, la plaça del Mercat i la plaça Major. És propietat del Consell Insular de Mallorca, que és qui el gestiona, i constitueix el principal referent en arts escèniques a l'illa.

## Història

### Orígens
Del segle xvii ençà, el teatre a Palma s'havia representat a la Casa de les Comèdies, si més no les obres de teatre culte. Amb el pas del temps, la popularització de l'òpera italiana i la poca adequació de l'edifici per representar aquestes obres, a més de l'envelliment estructural, portaren a la concepció d'un projecte de nou edifici. Així, es començà a definir el projecte i el 1849 se n'acordà la clausura, que es feu efectiva el 1852, després d'un petit terratrèmol el 15 de maig de 1851. El 2 de novembre de 1854 acabà la demolició de l'edifici i tot seguit començà la construcció del nou teatre, en la mateixa parcel·la de l'antic.

### El nou teatre
El nou edifici, amb capacitat per 1.300 espectadors, era un teatre a la italiana apte per representar-hi òperes, que era el que demanava la classe alta en aquells temps: en forma de ferradura, l'escenari elevat, platea i llotges particulars. Malgrat que un teatre d'òpera exigeix un fossat per l'orquestra, el terreny era massa petit i no s'incorporà fins a reformes posteriors al segle xx. El projecte tengué una gran relació amb Barcelona, referent aspiracional per la societat mallorquina, i s'emmirallà en el Liceu, inaugurat el 1847: l'estructura dels dos edificis, malgrat que el Teatre Principal és força més petit, és molt semblant, i a Mallorca es contractà el decorador Fèlix Cagé, responsable també de la decoració del Liceu. L'arquitecte, en aquest cas, fou el mallorquí Antoni Sureda i Villalonga, i també participà en la decoració Vicenç Llorens.
La promoció i construcció del teatre fou responsabilitat de la Junta de Beneficència de l'Hospital General, depenent de la Diputació, que era la propietària del terreny i de l'anterior Casa de les Comèdies. El cost de l'obra fou de 60.000 duros, sufragats amb l'emissió de 200 accions de 100 duros cada una, amb les quals hom podia esdevenir titular d'una llotja. El principal impulsor fou el general Cotoner.
S'inaugurà el 19 de novembre de 1857 sota el nom de Teatre de la Princesa, en referència a Isabel II. La primera representació fou una obra de teatre espanyol, i la primera òpera, un mes més tard, Il Trovatore, de Verdi.

### Incendi i reconstrucció
Set mesos més tard, després de la cinquena representació de Macbeth, també de Verdi, la nit de l'11 al 12 de juny de 1858, el teatre es va calar foc, a conseqüència de l'enllumenat amb llànties. Només se'n conservà el buc de l'edifici, també malmès. Malgrat el desastre, ràpidament es contactà amb Cagé i Sureda i s'emprengué la reconstrucció de l'edifici, seguint més o menys els mateixos plans, malgrat que es feren petites modificacions per engrandir l'escenari. Finalment, el teatre fou reinaugurat el 1860, ara amb el nom de Teatre del Príncep aprofitant la visita d'Isabel II i el seu fill Alfons, del qual prengué nom.

### Reformes posteriors
El 1868, davant la Revolució de setembre contra la monarquia espanyola, fou reanomenat Teatre Principal. El 1881 fou electrificat. El 1895 fou objecte d'una remodelació, a càrrec de l'arquitecte Joan Guasp, seguint projecte d'Ernest Canut, que comportà la modificació de la façana per rebre l'aspecte que té actualment: s'afegí el nivell de columnes corínties, es desplaçà el frontó una planta més amunt i es decorà el timpà amb les escultures de Ricard Ankerman.
Al llarg del segle xx patí moltes de reformes: el 1902, durant la República (1932-34), el 1959-60. El 1975, amb la construcció dels aparcaments de la plaça Major, s'amplià amb un cos nou per la part de l'escenari. La darrera de les reformes es produí de 2001 a 2007 a càrrec de l'arquitecte Felipe Delgado Laguna, quan es remodelà del tot per adaptar-lo a les necessitats i usos d'un teatre modern.

## Descripció

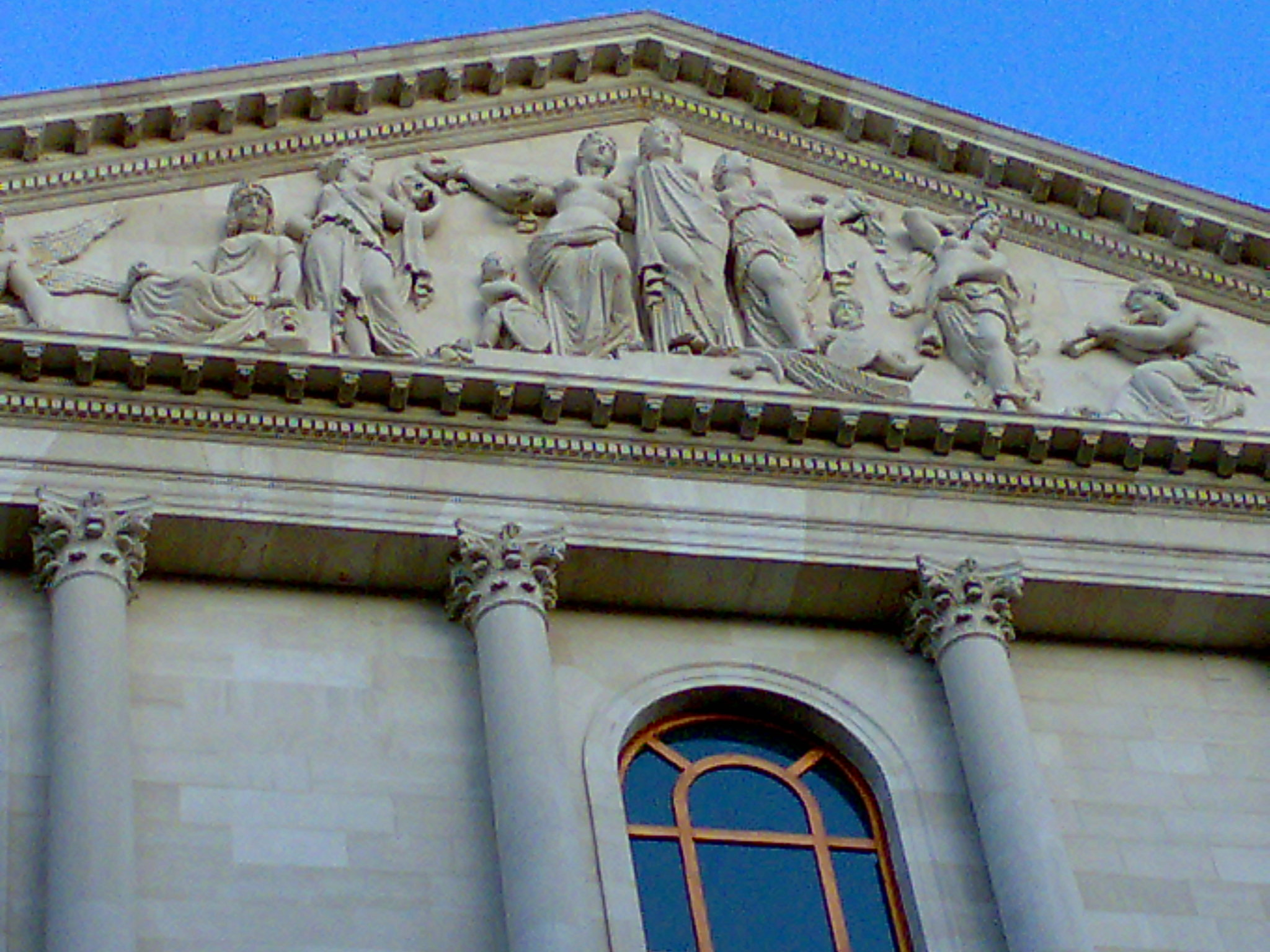
El timpà de la façana, amb les escultures de Ricard Ankerman

### Exterior
Arquitectònicament, es tracta d'un edifici d'estil neoclàssic tardà. La façana, de planta baixa i dos nivells superiors, presenta tres cossos diferenciats, dels quals els laterals presenten poca ornamentació. Malgrat que són simètrics, l'accés es du a terme pel cos de la dreta: les portes del cos esquerre no són funcionals, ans decoratives. El cos central, parcialment del projecte original de Sureda, parcialment producte de la reforma de 1895, té un primer nivell ornat amb columnes de capitells jònic i un segon nivell amb columnes de capitells corintis.
Coronant l'edifici hi ha un frontó que té el timpà decorat amb escultures de Ricard Ankerman. Als extrems del timpà es troben al·legories del treball (amb un martell en la mà) i de l'amor (representat com a Cupido); al costat, representacions de les Muses més relacionades amb el teatre: d'una banda, Euterpe, amb un aulós, i Terpsícore, dansant, i d'altra banda, Melpòmene i Talia portant màscares de teatre; a la part central, tres dones portant corones de llorer, al·legories de les tres illes: Mallorca al centre, Eivissa amb un infant portant l'escut de l'illa, i Menorca, amb un infant portant l'escut de Maó.

### Interior
La decoració interior ha patit molts de canvis al llarg dels anys, i el seu aspecte actual és a grans trets producte de la darrera reforma, que reproduí més o menys el seu aspecte original seguint les fotografies antigues. Els elements decoratius de més valor són el teló i, principalment, la pintura del cel ras, una tela a l'oli original de Fèlix Cagé, amb retocs de Faust Morell en una remodelació posterior. Representa el déu Hèlios o Apol·lo en el seu carro envoltat de quatre grups de muses: un grup, les muses del teatre, Talia i Melpòmene; un altre grup, les muses de la dansa (Terpsícore); un altre, les de la música (Euterpe); i un altre, les de la poesia èpica i lírica (Cal·líope i Èrato).

## Representacions
El Teatre Principal va ser sempre concebut com un teatre culte, promogut i finançat per la classe noble, mentre que el teatre de caràcter més popular tenia sortida en altres teatres més petits de la ciutat. Sempre predominà l'òpera: per exemple, a partir del 1870 hi actuaren companyies italianes (com la d'Achille Majeroni i Giacinta Pezzana), que representaren els èxits del moment. Amb tot, també es combinava amb autors de teatre clàssic espanyol i, a partir de la dècada del 1860, amb sarsueles, cosa que suposà la introducció del castellà oral entre la població. Malgrat tot, també hi hagué espai pel teatre en català a final del segle xix, amb autors ara poc coneguts com Renart i Arús, Robrenyo i Tort, Angelon i Broquetas i Bernat i Baldoví, i l'actor Antoni Tutau hi portà el teatre de Pitarra. També hi hagué lloc pel teatre mallorquí popular, com ho demostra l'estrena de El Cordó de la Vila, de Penya i Nicolau (1866). Fins i tot es representaren sarsueles en català.
Amb tot, malgrat que l'aristocràcia, l'alta burgesia i la premsa reclamaven teatre culte, sobretot òpera, econòmicament el teatre se sustentava amb la col·laboració imprescindible de la burgesia i el poble, que reclamava obres més populars, i que es combinaven habitualment en la programació anual. L'estrena el 1876 del Teatre Circ Balear (precedent del Líric, que obrí el 1902, dos anys després de tancar el Circ Balear) suposà la competència directa amb el teatre més popular, i agreujà les dificultats de mantenir una programació selecta.
Amb l'arribada del cinematògraf, a partir de 1897 s'hi projectaren les primeres pel·lícules, dels germans Lumière i de Méliès.
El 1930 s'estrenà Es Metge Nou, que suposà el naixement del teatre regional mallorquí, el qual tendria gran recorregut al Principal. Durant la guerra civil hi feu representacions la companyia Teatro Azul. Amb el franquisme, la producció en català s'estroncà; amb tot, l'any 1949 la companyia Artis (1949-1969) n'esdevengué titular, i aprofità el lloc per estrenar-hi cada any quatre o cinc obres de teatre regional, alternant-se amb companyies castellanes de gira. Durant alguns anys, l'actor Xesc Forteza dirigí la companyia Artis. Els anys cinquanta i seixanta el teatre regional tengué el seu punt àlgid al Principal.

## Gestió
De bon començament, malgrat que la titularitat del teatre era pública, atès que era propietat de la Junta de Beneficència de la Diputació, funcionà amb el sistema d'arrendament o concessions a empresaris, que s'encarregaven també de contractar companyies. Quan es reconstruí després de l'incendi, a més de les accions hi hagué ajut del govern central. Durant el segle xx el sistema persistí, atès que depenia de la Diputació, que el llogava al millor postor.
Però el 1970 la Diputació va decidir no llogar-lo més, i va tancar. Es decidí de reformar-lo de bell nou, i, després d'unes obres que l'encaixaren amb les reformes de la plaça Major, reobrí el 1977. Ara la Diputació s'ocupà directament de la direcció i l'administració. El 1979 la Diputació es dissolgué, i totes les seves competències passaren primer al Consell General Interinsular i, el 1980, al Consell Insular de Mallorca. Aquest procés comportà un gran canvi pel teatre, que passà de centre d'exhibició comercial a espai de promoció teatral.
Han estat directors del teatre (essent públic): Serafí Guiscafré, Miquel Vidal, Pere Noguera, Joan Gomila, Gabriel Coll, Joan Arrom, Guillem Roman, Margarita Moner, Rafel Creus, Carlos Forteza, Josep Ramon Cerdà i actualment ho és Miquel Martorell Vicens.